# Gian Luigi di Savoia
Giovanni Luigi di Savoia anche Gianluigi e Giovanni Ludovico (1447 – 21 ottobre 1487) è stato amministratore apostolico di Tarantasia e vescovo di Ginevra.

## Biografia
Giovanni Luigi era il figlio maschio ottavogenito del duca Ludovico di Savoia e di Anna di Cipro.
A soli tredici anni fu nominato nel 1460 vescovo di Ginevra, mentre gli era stata data in appannaggio già nel 1456-1459 la contea-arcivescovato di Tarantasia.
Nel 1476 si alleò con il duca di Borgogna Carlo il Temerario e suo fratello Giacomo di Romont per ottenere la reggenza del ducato di Savoia, spodestando la reggente, la duchessa sua cognata, Iolanda di Valois; a loro invece si opponeva un altro fratello, Filippo senza Terra.
Il colpo di stato riuscì solo parzialmente, anche se comunque  tra il 1476 ed il 1482 Giovanni Luigi partecipò alla reggenza del ducato di Savoia in nome del nipote minorenne, Filiberto I di Savoia. Contribuì inoltre alla liberazione della madre del piccolo duca, cioè sua cognata, Iolanda di Valois, imprigionata dal duca di Borgogna. Quindi si prodigò per fare da paciere tra il duca di Borgogna e il re Luigi XI di Francia.

## Ascendenza
|                       |                    |                                 | Genitori                         |  |  | Nonni |  |  | Bisnonni             |  |  | Trisnonni           |  |
|                       |                    |                                 |                                  |  |  |       |  |  | Amedeo VII di Savoia |  |  | Amedeo VI di Savoia |  |
|                       |                    |                                 |                                  |  |  |       |  |  | Amedeo VII di Savoia |  |  | Amedeo VI di Savoia |  |
|                       |                    | Bona di Borbone                 |                                  |  |  |       |  |  | Amedeo VII di Savoia |  |  |                     |  |
| Amedeo VIII di Savoia |                    |                                 |                                  |  |  |       |  |  | Amedeo VII di Savoia |  |  |                     |  |
|                       |                    | Bona di Berry                   | Giovanni I di Berry              |  |  |       |  |  |                      |  |  |                     |  |
|                       |                    | Bona di Berry                   | Giovanni I di Berry              |  |  |       |  |  |                      |  |  |                     |  |
|                       |                    | Bona di Berry                   | Giovanna d'Armagnac              |  |  |       |  |  |                      |  |  |                     |  |
| Ludovico di Savoia    |                    | Bona di Berry                   |                                  |  |  |       |  |  |                      |  |  |                     |  |
|                       |                    | Filippo II di Borgogna          | Giovanni II di Francia           |  |  |       |  |  |                      |  |  |                     |  |
|                       |                    | Filippo II di Borgogna          | Giovanni II di Francia           |  |  |       |  |  |                      |  |  |                     |  |
|                       |                    | Filippo II di Borgogna          | Bona di Lussemburgo              |  |  |       |  |  |                      |  |  |                     |  |
| Maria di Borgogna     |                    | Filippo II di Borgogna          |                                  |  |  |       |  |  |                      |  |  |                     |  |
|                       |                    | Margherita III delle Fiandre    | Luigi II di Fiandra              |  |  |       |  |  |                      |  |  |                     |  |
|                       |                    | Margherita III delle Fiandre    | Luigi II di Fiandra              |  |  |       |  |  |                      |  |  |                     |  |
|                       |                    | Margherita III delle Fiandre    | Margherita di Brabante           |  |  |       |  |  |                      |  |  |                     |  |
| Gian Luigi di Savoia  |                    | Margherita III delle Fiandre    |                                  |  |  |       |  |  |                      |  |  |                     |  |
|                       | Giacomo I di Cipro | Ugo IV di Cipro                 |                                  |  |  |       |  |  |                      |  |  |                     |  |
|                       | Giacomo I di Cipro | Ugo IV di Cipro                 |                                  |  |  |       |  |  |                      |  |  |                     |  |
|                       | Giacomo I di Cipro | Alice d'Ibelin                  |                                  |  |  |       |  |  |                      |  |  |                     |  |
| Giano di Cipro        | Giacomo I di Cipro |                                 |                                  |  |  |       |  |  |                      |  |  |                     |  |
|                       |                    | Helvis di Brunswick-Grubenhagen | Filippo di Brunswick-Grubenhagen |  |  |       |  |  |                      |  |  |                     |  |
|                       |                    | Helvis di Brunswick-Grubenhagen | Filippo di Brunswick-Grubenhagen |  |  |       |  |  |                      |  |  |                     |  |
|                       |                    | Helvis di Brunswick-Grubenhagen | Helvis de Dampierre              |  |  |       |  |  |                      |  |  |                     |  |
| Anna di Cipro         |                    | Helvis di Brunswick-Grubenhagen |                                  |  |  |       |  |  |                      |  |  |                     |  |
|                       |                    | Giovanni I di Borbone-La Marche | Giacomo I di Borbone-La Marche   |  |  |       |  |  |                      |  |  |                     |  |
|                       |                    | Giovanni I di Borbone-La Marche | Giacomo I di Borbone-La Marche   |  |  |       |  |  |                      |  |  |                     |  |
|                       |                    | Giovanni I di Borbone-La Marche | Giovanna di Châtillon-Saint Paul |  |  |       |  |  |                      |  |  |                     |  |
| Carlotta di Borbone   |                    | Giovanni I di Borbone-La Marche |                                  |  |  |       |  |  |                      |  |  |                     |  |
|                       |                    | Caterina di Vendôme             | Giovanni VI di Vendôme           |  |  |       |  |  |                      |  |  |                     |  |
|                       |                    | Caterina di Vendôme             | Giovanni VI di Vendôme           |  |  |       |  |  |                      |  |  |                     |  |
|                       |                    | Caterina di Vendôme             | Giovanna di Ponthieu             |  |  |       |  |  |                      |  |  |                     |  |
|                       |                    | Caterina di Vendôme             |                                  |  |  |       |  |  |                      |  |  |                     |  |